# Baupte
Baupte település Franciaországban, Manche megyében. Lakosainak száma 428 fő (2022. január 1.). Baupte Appeville, Auvers és Montsenelle községekkel határos.

## Népesség
A település népességének változása:
| Lakosok száma | 422  | 520  | 431  | 424  | 443  | 432  | 431  | 429  | 439  | 428  |
|               | 1968 | 1982 | 1990 | 2006 | 2013 | 2015 | 2017 | 2019 | 2020 | 2022 |